# Friedrich von Flotow
Pour les autres membres de la famille, voir Famille von Flotow.
Friedrich von Flotow est un compositeur allemand né le 27 avril 1812 à Teutendorf (Duché de Mecklembourg-Schwerin) et mort le 24 janvier 1883 à Darmstadt (Grand-duché de Hesse).
Il est surtout connu pour son opéra Martha (1847), populaire à la fin du XIXe siècle et au début du XXe siècle, mais peu joué par la suite.

## Biographie
Flotow est né à Teutendorf, aujourd'hui commune de Sanitz dans le Land de Mecklembourg-Poméranie-Occidentale et l'arrondissement de Rostock, dans une famille aristocratique. Venu à Paris, il étudie au Conservatoire de Paris avec Johann Peter Pixis et avec Antoine Reicha. Les Trois Glorieuses l'obligent à sortir de France, mais il retourne à Paris en 1831. Il a subi l'influence d'Auber, Rossini, Meyerbeer, Donizetti, Halévy, Gounod et plus tard et Offenbach. Ces influences se reflètent dans ses opéras, où l'on retrouve des caractéristiques de l'opéra-comique français.
Il termine son premier opéra en 1835, Pierre et Catherine, mais sa notoriété s'affirme avec Le Naufrage de la Méduse (1839), basé sur l'épisode mis en scène dans le célèbre tableau de Théodore Géricault. Son opéra romantique en trois actes Alessandro Stradella (1844) est reconnu comme l'une de ses œuvres les plus achevées. Martha, oder Der Markt zu Richmond lui apporte la gloire. Cet opéra-comique est créé à Vienne, au Theater am Kärntnertor, le 25 novembre 1847.
Entre 1856 et 1863, Flotow est intendant du théâtre de la cour de Schwerin. Il passe ses dernières années à Paris et à Vienne et a eu la satisfaction de voir ses opéras montés à Saint-Pétersbourg et à Turin. Il meurt à Darmstadt, à l'âge de 70 ans. Sa fille, Martha von Flotow, est une compositrice de talent.

## Œuvres

### Opéras
- Die Bergknappen (1833), opéra en deux actes, livret de Theodor Körner (non représenté)
- Alfred der Große (1835), opéra en deux actes, livret de Theodor Körner (non représenté)
- Pierre et Catherine (1835), opéra en deux actes créé à Ludwigslust
- Rob Roy ou Rob le Barbe, opéra-comique en un acte, livret de Paul Duport et Desforges d'après Walter Scott, créé en septembre 1836 à l'abbaye de Royaumont
- Sérafine, opéra-comique en deux actes, livret de Desforges d'après Frédéric Soulier, créé le 30 octobre 1836 à l'abbaye de Royaumont
- Alice, opéra-comique en deux actes, livret d'Honoré de Sussy et Darnay de Laperrière, créé le 8 avril 1837 à Paris, hôtel de Castellane
- La Lettre du préfet, opéra-comique en deux actes, livret d'[Édouard Bergounioux, créé en 1837 à Paris, salon Gressier (révisé en 1868)
- Le Comte de Saint-Mégrin, opéra en trois actes, livret de François et Charles de la Bouillerie d'après Henri III et sa cour d'Alexandre Dumas, créé le 10 juin 1838 à l'abbaye de Royaumont (nouvelle version en 1840 sous le titre Le Duc de Guise)
- Lady Melvil, opéra-comique en trois actes, livret de Jules-Henri Vernoy de Saint-Georges et Adolphe de Leuven, créé le 15 novembre 1838 au théâtre de la Renaissance, en collaboration avec Albert Grisar.
- L'Âme en peine, opéra en deux actes, livret de Jules-Henri Vernoy de Saint Georges, créé le 29 juin 1846 à Opéra de Paris
- L'Eau merveilleuse, opéra-bouffe en deux actes, livret de Thomas Sauvage, créé le 30 juin 1839 au théâtre de la Renaissance, en collaboration avec Albert Grisar.
- Le Naufrage de la Méduse, opéra en deux actes, livret d'Hippolyte et Théodore Cogniard, créé le 31 mai 1839  au théâtre de la Renaissance
- Les Pages de Louis XI (1840), vaudeville avec airs nouveaux de Ferdinand de Villeneuve et Théodore Barrière, créé le 6 février 1840 au théâtre de la Renaissance
- L'Esclave de Carmoëns, opéra-comique en un acte, livret de Jules-Henri Vernoy de Saint Georges, créé le 1er décembre 1843 à Opéra-Comique
Adaptation allemande sous le titre Indra, das Schlangenmädchen, livret de Gustav zu Putlitz, créée au Theater am Kärntnertor de Vienne en 1852
Version révisée en quatre actes sous le titre Zora l'enchanteresse, livret de Jules-Henri Vernoy de Saint Georges, créée à Paris en 1878
Adaptation italienne sous le titre Alma l'incantatrice, livret d'Achille de Lauzières-Thémines, créée à Paris en 1878 au Théâtre-Italien
- Alessandro Stradella, opéra romantique en trois actes, livret de Friedrich Wilhelm Riese, créé le 30 décembre 1844 à l'Opéra d'État de Hambourg
- Martha oder Der Markt van Richmond, opéra romantique en quatre actes, livret de Friedrich Wilhelm Riese, créé le 25 novembre 1847 au Theater am Kärntnertor de Vienne
Adaptation italienne (par Crevel de Charlemagne) sous le titre Marta et la forme semiseria au Théâtre-Italien (salle Ventadour), créée le 11 février 1858
- Sophie Katharina oder Die Großfürstin, opéra romantique en quatre actes, livret de Charlotte Birch-Pfeiffer, créé le 19 novembre 1850 au Königliche Oper de Berlin
- Rübezahl, opéra romantique en trois actes, livret de Gustav zu Putlitz, créé le 13 août 1852 à Retzien
- Albin oder Der Pflegesohn, opéra en trois actes, livret de Hermann von Mosenthal d'après Les Deux Savoyards, créé le 12 février 1856 au Theater am Kärntnertor de Vienne
- Herzog Johann Albrecht von Mecklenburg oder Andreas Mylius, opéra en trois actes, livret de Eduard Hobein, créé le 26 mai 1857 à Schwerin
- Pianella, opéra-comique en un acte, livret de Emil Pohl d'après La serva padrona de Pergolèse, créé le 27 décembre 1857 à Schwerin
- La Veuve Grapin, opéra-comique en un acte, livret d'Auguste Pittaud de Forges, créé le 21 septembre 1859 au théâtre des Bouffes-Parisiens
Adaptation allemande sous le titre Madame Bonjour, créée le 1er juin 1861 au Theater am Franz-Joseph-Kai de Vienne
- Naida ou le Vannier, opéra en trois actes, livret de Jules-Henri Vernoy de Saint Georges et Léon Halévy, créé le 11 décembre 1865 à Saint-Pétersbourg
- Zilda ou la Nuit des dupes, opéra-comique en deux actes, livret de Jules-Henri Vernoy de Saint-Georges et Henri Chivot, créé le 28 mai 1866 à Opéra-Comique
- Der Königsschuß, livret de Theodor Schloepke, créé le 22 mai 1864 à Schwerin
- La Châtelaine, opéra en deux actes, livret de M.-A. Grandjean, créé en septembre 1865 au Carltheater de Vienne
- Am Runenstein, opéra en deux actes, livret de Richard Genée, créé le 13 avril 1868 au théâtre des États de Prague
- Die Musikanten, opéra-comique en trois actes, livret de Richard Genée, créé le 19 juin 1887 au Nationaltheater de Mannheim
- L'Ombre[3], opéra-comique en trois actes, livret de Jules-Henri Vernoy de Saint-Georges et Adolphe de Leuven, créé le 7 juillet 1870 à Opéra-Comique
- La Fleur de Harlem, opéra-comique en trois actes, livret de Jules-Henri Vernoy de Saint-Georges et Adolphe de Leuven d'après La Tulipe noire d'Alexandre Dumas, créé en 1876 au théâtre Vittorio Emanuele de Turin - Adaptation italienne sous le titre Il fiore d'Arlem
- Rosellana, opéra en trois actes, livret d'Achille de Lauzières-Thémines, créé le 18 novembre 1876 au théâtre Vittorio Emanuele de Turin
- Sakuntala, opéra en trois actes, livret de Carlo d'Orneville d'après l'adaptation de Hans von Wolzogen du Abhijñānaśākuntalam de Kâlidâsa (inachevé)

### Ballets
- Lady Harriet ou la Servante de Greenwich, ballet en trois actes en collaboration avec Friedrich Burgmüller et Édouard Deldevez, livret de Jules-Henri Vernoy de Saint-Georges d'après La Comtesse d'Egmont de Joseph Mazilier, créé le 21 février 1844 à l'Opéra de Paris
- Die Libelle[4] (1856), ballet en deux actes
- Die Gruppe der Thetis (1858)
- Der Tannkönig, ein Weihnachtsmärchen (1861)

### Musique instrumentale
- Concerto pour piano et orchestre nº 1 en ut mineur
- Concerto pour piano et orchestre nº 2 en la mineur